# Henri Lefèbvre
Henri Lefèbvre (Suresnes, 19 dicembre 1905 – Marly-le-Roi, 11 giugno 1970) è stato un lottatore francese, specializzato nella lotta libera.

## Palmarès
- Giochi olimpici

Amsterdam 1928: bronzo nei pesi medio-massimi.